# 石井ポンペ
石井 ポンペ（いしい ポンペ、1945年 - ）は、日本の社会運動家。
のりこえねっと共同代表。のりこえねっとの書籍である『ヘイトスピーチってなに?レイシズムってどんなこと?』には石井も執筆する。
反原子力発電所の立場である。

## 経歴
1945年に北海道穂別町で生まれる。アイヌ民族の集落で生まれ育つ。
1960年に中学校を卒業し、同級生のほとんどは東京に集団就職をしていったものの、北海道の地元に残った。それから飯場で寝泊りする生活をして実家に戻る。実家に戻ってからは鉄道の工夫をする。17歳で母親に背中を押され札幌に求職に出る。1968年、アイヌの戸塚美波子が北海道新聞に投書した北海道百年記念事業への違和を綴った文章を見て、民族運動に向かった。
1973年にはウタリ協会札幌支部の結成に参加して、支部の役員を務める。この時の石井は平日は札幌市で尿処理場を管理する仕事をしていた。このころに結城庄司が北海道大学で教授の差別発言に抗議活動をしていたのに口を挟めば殴り合いの喧嘩になり、結城に柔道技を決められた。
2013年に、北海道で刺青をしていた人物が公衆浴場で入浴を断られた。この刺青は伝統的な模様であった。このことに対して石井は、自身の祖母も刺青をしていたが、外出をするときには刺青を隠していたと振り返り、このように政府の多数派が一方的に風習を禁止して差別感を生みアイヌ民族を苦しめてきたと語る。
2014年にみんなの党の札幌市議会議員がアイヌ民族はもういないとインターネットに投稿した際に石井は、このことがアイヌ民族の若者を傷付けてその責任は重いと批判した。
2019年12月に札幌市中央区で「北海道・表現の自由と不自由展」というイベントが開かれ、ここで石井は「カムイノミ」というアイヌ民族が神に祈りを捧げる儀式を行う。
2023年に公開された『大地よ アイヌとして生きる』という映画に出演した。